# Jurkowice (powiat opatowski)
Jurkowice – wieś sołecka w Polsce położona w województwie świętokrzyskim, w powiecie opatowskim, w gminie Opatów.
W latach 1954–1968 wieś należała i była siedzibą władz gromady Jurkowice, po jej zniesieniu w gromadzie Opatów. W latach 1975–1998 miejscowość należała administracyjnie do województwa tarnobrzeskiego.

## Części wsi
| SIMC    | Nazwa      | Rodzaj    |
| ------- | ---------- | --------- |
| 0801384 | Błota      | część wsi |
| 0801390 | Góry       | część wsi |
| 0801409 | Kozi Rynek | część wsi |
| 0801415 | Pipała     | część wsi |
| 0801421 | Podkochów  | część wsi |

## Historia
Jurkowice w wieku XIX – wieś włościańska w powiecie opatowskim, gminie i parafii Opatów. 

W 1827 r. było tu 9 domów, 76 mieszkańców. W roku 1882 było 21 domów i 226 mieszkańców, ziemi 495 mórg. 

Jurkowice były nadane w 1237 r. wraz z Opatowem i innymi dobrami przez Henryka Brodatego (jako opiekuna Bolesława Wstydliwego) biskupstwu lubuskiemu na Śląsku (Długosz L.B. t.I s.637).